# Суперінфекція ВІЛ
Суперінфекція ВІЛ (також має назву реінфекція ВІЛ або суперСНІД) — це стан, при якому людина зі встановленою інфекцією вірусу імунодефіциту людини набуває другий штам ВІЛ, часто іншого підтипу. Вони можуть утворювати рекомбінантний штам, який співіснує зі штамом, отриманим від початкової інфекції, а також при реінфекції новим штамом вірусу, і можуть викликати більш швидкий розвиток хвороби або нести множинну резистентність до певних препаратів проти ВІЛ.
Суперінфекція ВІЛ може бути міжкладовою, коли другий інфікуючий вірус філогенетично відрізняється від вихідного вірусу, або внутрішньокладовий, коли два штами монофілетичні.
Люди з ВІЛ ризикують заразитися суперінфекцією, здійснюючи ті ж дії, які піддають ризику зараження ВІЛ неінфікованої людини. До них відносяться спільне використання голок і відмова від презервативів з ВІЛ-позитивними сексуальними партнерами. Випадки захворювання зареєстровані у всьому світі, і дослідження показали, що рівень захворюваності становить 0-7,7 % на рік. Дослідження з Уганди, опубліковане в 2012 році, показує, що суперінфекція ВІЛ серед ВІЛ-інфікованих осіб в загальній популяції залишається невідомою. Подальше дослідження в журналі «Journal of Infectious Diseases» показує, що з 2002 року було зареєстровано 16 випадків суперінфекції.
Якщо людина заражається другим вірусом до того, як сталася сероконверсія до першого вірусу, це називається подвійною інфекцією. Інфікування другим штамом після сероконверсії відомо як суперінфекція.

## Імунологія
Дослідження, проведене в Кенії в 2007 році, показало, що суперінфекція, як правило, виникає під час перебігу первинної інфекції, тобто під час гострої інфекції або через 1-5 років після первинного зараження, але не в латентний період. Таким чином, суперінфекція виникає після того, як імунна відповідь на первинну інфекцію вже встановлена.
Невідомо, які аспекти природної імунної відповіді на ВІЛ можуть захистити людину від суперінфекції, але було показано, що цитотоксична відповідь лімфоцитів не є захисною. Імунна відповідь на первинне зараження певним штамом ВІЛ не забезпечує захист від суперінфекції іншим штамом. Вплив нейтралізують антитіла (NAb) також невідомо, але було показано, що у людей з ВІЛ, як правило, немає відповіді NAb до суперінфекції.
Крім того, було продемонстровано, що суперінфекція може виникати у людей, які демонструють стійку відповідь анти-ВІЛ-антитіл. Відповідь анти-ВІЛ-антитіл розширюється і посилюється у людей після суперінфекції. Той факт, що суперінфекція виникає як всередині, так і між підтипами ВІЛ, дозволяє припустити, що імунна відповідь на первинну ВІЛ-інфекцію забезпечує обмежений захист від зараження новим вірусним штамом. Це означає, що стратегії ВІЛ-вакцин, створені для відтворення імунної відповіді хазяїна на ВІЛ-інфекцію, можуть не запобігти новим інфекціям.
Дослідження показують, що суперінфекція викликає стрибок вірусного навантаження ВІЛ і зниження кількості CD4 + клітин, аналогічні тим, які спостерігаються при первинній ВІЛ-інфекції. У ранніх дослідженнях суперінфекції ВІЛ ці стрибки аналізувалися для діагностики випадків суперінфекції. Неясно, чи викликає суперінфекція стійке підвищення вірусного навантаження. Вплив суперінфекції на прогресування ВІЛ-інфекції неясно через її неоднозначного впливу на сурогатні маркери захворювання, такі як збільшення вірусного навантаження або зниження кількості клітин CD4. Можливість суперінфекції викликати швидке прогресування захворювання залежить від чинників вірусу і господаря.
Випадки суперінфекції ще не виявлені в достатній кількості для проведення детальних досліджень впливу суперінфекції на імунну відповідь організму хазяїна.

## Причини
Суперінфекція ВІЛ відрізняється від подвійної інфекції ВІЛ, коли людина одночасно інфікований декількома різними вірусними штамами. Суперінфекція ВІЛ має на увазі зараження ВІЛ-інфікованої людини новим, філогенетично відмінним штамом ВІЛ. Перші повідомлення про суперінфекції ВІЛ спостерігалися у випадках коінфекції ВІЛ-1 і ВІЛ-2.
Дослідження показали, що відсутність нейтралізації антитіл проти ВІЛ-1 привертає пацієнтів до суперінфекції. Крім того, схильність віріонів ВІЛ-1 до рекомбінації, коли два підтипи інфікують одну клітину, підвищує її сприйнятливість до суперінфекції. Додатковим доказом суперінфекції служить той факт, що майже 10 % випадків ВІЛ-1-інфекції пов'язані з переданим рекомбінантним штамом. Віріони ВІЛ-1 діляться на дев'ять підтипів, кожен з яких характеризується різними темпами розвитку хвороби, вірусним навантаженням і чутливістю до аналізів, використовуваним для виявлення. Коли одна клітина інфікується двома підтипами ВІЛ-1, вони рекомбінують, утворюючи новий, передається рекомбінантний штам.

## Механізм

### Втрата імунного контролю
Після первинної гострої ВІЛ-інфекції CD8 + Т-клітини контролюють вірусну реплікацію і підтримують її на заданому рівні. Після суперінфекції CD8 + Т-клітини втрачають контроль над реплікацією, і вона відхиляється від заданого рівня. Механізм, відповідальний за це, невідомий. Ослаблена відповідь Т-клітин проти вихідного вірусу дозволяє суперінфікуючому штаму протистояти імунному контролю, що призводить до збільшення швидкості реплікації і подальшої віремії. Збільшення вірусного навантаження і зниження відповіді Т-клітин дозволяє суперінфікуючому штаму швидко рекомбінувати, що ще більше знижує імунний контроль.

### Рекомбінація
Віріони ВІЛ містять дволанцюжкові геноми РНК. При суперінфекції клітини містять два різні штами ВІЛ. Вони можуть обмінюватися генетичним матеріалом таким чином, що нитка РНК кожного штаму міститься в одному віріоні. У міру того, як цей спадковий віріон заражає нові клітини, шаблон РНК, транскрибіруючої вірусної зворотної транскриптази, змінюється, в результаті чого утворюється зворотний транскрипт з генетичним матеріалом обох батьківських вірусів. Рекомбінація призводить до швидкого збільшення вірусної різноманітності ВІЛ, викликаючи швидку адаптацію до імунної відповіді господаря і стійкість до АРТ. В результаті рекомбінації, як правило, утворюються дві різні рекомбінантні форми, наявність яких використовується як доказ подвійний інфекції. Висока поширеність міжкладових рекомбінантів підвищує ймовірність того, що суперінфекція поширена більш широко, ніж повідомлялося раніше.

#### Циркулюючі рекомбінантні форми
Циркулюючі рекомбінантні форми (ЦРФ) — це мозаїчні віруси — рекомбінанти зі випадково підібраним генетичним матеріалом від філогенетично різних батьківських вірусів. Вони поширюються географічно через поширення людиною, наприклад, CRF02_AG, який зустрічається в західній і центральній Африці, а також в Південній Америці. На частку ЦРФ припадає 10 % ВІЛ-інфекцій в світі. Відомо 15 ЦРФ, зареєстрованих на 4 континентах. Більше рекомбінантів може з'явитися в регіонах зі зростаючою епідемією ВІЛ і в місцях перетину вірусних скарбів, включаючи Африку, Південно-Східну Азію і Південну Америку.

#### Унікальні рекомбінантні форми
Унікальні рекомбінантні форми (УРФ) — це мозаїчні віруси, які не поширені географічно. Про них також повідомляється в районах, де перетинаються кілька класів вірусів.
У 2004 році в дослідженні СНІДу серед працівників секс-бізнесу в Найробі, Кенія, повідомлялося про генерацію УРФ у жінки, спочатку інфікованої вірусом класу А, а через 9 років вона заразилася вірусом класу С, який рекомбінував з початковим вірусом з утворенням рекомбінантів класів А і С, повністю замінив батьківські віріони класу А.

## Діагностика
У перших повідомленнях фіксувалася виключно міжкладова суперінфекція, коли пацієнти заражалися вірусом іншого класу, ніж первинний вірус. Це пояснюється тим, що віруси в перших випадках були підтипами ВІЛ-1, а різниця в нуклеотидах в білках оболонки становить не менше 30 %, що полегшує виявлення таких суперінфекцій.
Суперінфекція виявляється шляхом виявлення вірусних рекомбінантів для філогенетично відмінних батьківських штамів
Аналізи мультирегіональної гібридизації використовуються для виявлення міжкладової суперінфекції шляхом виявлення генетичних відмінностей між батьківськими і родовими штамами. Аналізи гетеродуплексної рухливості можуть використовуватися для послідовності вірусного генетичного матеріалу, дозволяючи виявити зразки з генетичними відмінностями, що перевищують 1,5 %.
Об'ємне секвенування використовується для ампліфікації вірусної РНК, що дозволяє виявляти нові філогенетичні види у пацієнта з плином часу. Однак цей метод погано виявляє генетичні відмінності на рівні 20 % нижче.
Третій метод, аналіз на основі секвенування наступного покоління, був розроблений в 2005 р.. Він дозволяє швидко проводити секвенування і скринінг геномів, виявляючи генетичні відмінності в 1 % і менше.
Не існує відомих методів оцінки часу виникнення суперінфекції.

## Прогноз
Дослідження людей з суперінфекціями двох штамів ВІЛ показали більш поганий прогноз. Суперінфекція корелює з більш швидким розвитком ВІЛ-інфекції. Пацієнти в дослідженнях показали більш короткий проміжок часу між сероконверсією і настанням визначення СНІД клінічного стану або смерті. Однак неясно, чи є така швидка конверсія прямим ефектом суперінфекції або результатом слабшої імунної відповіді на вірус, викликаної суперінфекцією.

## Епідеміологія
Важко отримати точні оцінки частоти суперінфекції ВІЛ, оскільки більшість досліджень проводиться на пацієнтах, інфікованих підтипом ВІЛ-1 B, а рекомбінантні штами важко відрізнити від вихідного штаму цього підтипу.
Про суперінфекції ВІЛ повідомлялося в США, Канаді, Європі, Австралії, Азії та Африці. Дані про поширеність суперінфекції були отримані зі звітів про випадки і обсервації, що дозволяє припустити, що про неї повідомляється недостатньо.
Перші повідомлення про лікування і обсерваційні дослідження суперінфекції були отримані серед чоловіків, що мають секс з чоловіками, споживачів внутрішньовенних наркотиків і робітниць секс-бізнесу. Про захворюваності серед гетеросексуальних груп населення вперше було повідомлено в сільських районах Африки.
За наявними даними, рівень захворюваності становить від 0 % до 7,7 % на рік, хоча цей показник різниться в різних популяціях і залежить від частоти застосування антиретровірусних препаратів, тривалості періоду спостереження і методу, використовуваного для виявлення суперінфекції. Однак дослідження, проведене в Уганді з використанням аналізу глибокого секвенування нового покоління, показало, що рівень суперінфекції досить великий і можна порівняти з рівнем первинної ВІЛ-інфекції.
Фактори ризику суперінфекції чітко не визначені через невелику кількість зареєстрованих випадків. Однак вважається, що фактори ризику первинної інфекції можна застосувати й до суперінфекції, включаючи:
- велика кількість сексуальних партнерів[3]
- обмежене використання презервативів[3]
- відсутність використання антиретровірусних препаратів[3]
- обумовлене вірусне навантаження в плазмі[16]
- відсутність чоловічого обрізання[3]
- позашлюбні відносини[3]

Результати досліджень, що моделюють вплив суперінфекції ВІЛ на вірусну рекомбінацію, свідчать про те, що суперінфекція сприяла підвищенню рівня рекомбінації в співтоваристві. Однак ці дослідження були засновані на декількох епідеміологічних припущеннях, які ще належить перевірити. Вони включають припущення про характер передачі ВІЛ-1 і про те, що суперінфекція викликає передачу вірусу неінфікованим статевим партнерам.

## Історія
1987 — Перші свідчення суперінфекції виявлені при дослідженні шимпанзе.
1991 — в ході дослідження було виявлено, що ВІЛ-1 суперінфікує ВІЛ-2-інфіковані клітини, викликаючи інфекцію в клітинах, культивованих зі зразків ВІЛ-пацієнтів.
1999 — На свинохвостих макаках продемонстровано «вікно сприйнятливості», яке показало, що суперінфекція новим вірусним штамом можлива тільки після первинного зараження макак.
2002 — Перше остаточне дослідження суперінфекції після випадків, зареєстрованих у споживачів внутрішньовенних наркотиків в Бангкоку, Таїланд. Всі перші випадки були міжкладовою суперінфекцією.
2003 — Внутрішньокладова інфекція, викликана імунною відповіддю на один штам ВІЛ-1, не може запобігти суперінфекції другим вірусом з того ж класу.
2005 — Здатність суперінфекції ВІЛ викликати резистентність до АРТ.

## Вплив на лікування та догляд

### Стійкість до ліків
Через рекомбінацію вірусів у пацієнтів із суперінфекцією, інфікованих принаймні одним стійким до лікарських засобів штамом, ймовірно, з'явиться мозаїчний рекомбінантний штам з резистентністю до ліків. Це знижує потенційний успіх АРТ. Крім того, існування кількох штамів вірусу в організмі носія підсилює міжкладову і внутрішньокладову рекомбінацію, прискорюючи глобальну диверсифікацію вірусу ВІЛ.

### Вплив на розробку вакцин
Дослідження по розробці вакцини проти ВІЛ-1 спрямовані на відтворення вірусспецифічної відповіді CD8 + Т-клітин, які відіграють роль у контролі реплікації ВІЛ-1. Повідомлення про випадки суперінфекції показали, що суперінфікуючі штами зазвичай мають інші вірусні епітопи, ніж первісна інфекційна клітина. Тому імунна відповідь на первісну інфекцію буде неефективною проти суперінфікуючого штаму, що призведе до поширення суперінфікуючого штаму.
Вакцина проти ВІЛ-1, розроблена для розпізнавання специфічних вірусних епітопів, буде неефективною, оскільки вона не забезпечить захист від вірусів ВІЛ-1, що не мають однакової епітопи. Така неефективна вакцина може привести до більш швидкого розвитку хвороби, ніж у невакцинованих людей. Тому успішна вакцина повинна включати вірусні епітопи, отримані з декількох вірусних підтипів.

### Вплив на клінічну допомогу
Зростаючі темпи застосування антиретровірусної терапії (АРТ) викликали побоювання з приводу розвитку лікарсько-стійких штамів, які можуть передаватися через суперінфекції. Особи з лікарсько-стійкими штамами уразливі до суперінфекції сприйнятливим штамом вірусу, обертаючи назад ефект АРТ на клінічні аспекти ВІЛ-інфекції. Особи з ВІЛ, у яких було виявлено раптове збільшення вірусного навантаження або зниження кількості CD4, повинні бути протестовані на стійкий штам вірусу для визначення профілю стійкості вторинного штаму.
Сексуальні практики, такі як серосортінг, піддають людей з ВІЛ-інфекцією підвищеного ризику суперінфекції і інших захворювань, що передаються статевим шляхом (ЗПСШ). ВІЛ-позитивні люди, що займаються незахищеним сексом з сероконкордантними партнерами, потребують консультування з питань ризику суперінфекції і ЗПСШ, які проявляються більш вірусно через імуносупресії у ВІЛ-пацієнтів. Консультування пацієнтів з ВІЛ про ризик суперінфекції і заохочення безпечної сексуальної та ін'єкційної практики показали поліпшення безпечної сексуальної практики, знижуючи ризик суперінфекції.